# Where is the feeling? (canción)
«Where is the feeling?» ("¿Dónde está el sentimiento?") es una canción Pop - Dance, compuesta por Wilf Smarties y Jayn Hanna para la cantante australiana Kylie Minogue. El sencillo se lanzó el 10 de julio de 1995 es el tercero del álbum Kylie Minogue y fue producido por Brothers In Rhythm.

## Información de la canción
La canción, originalmente fue escrita como un éxito de club para Within A Dream, en 1993, y cuando Minogue la empezó a grabar, pronto evolucionó a un estilo diferente de canción. Where is the feeling? iba a ser el segundo sencillo del álbum Kylie Minogue, pero fue pospuesto hasta abril de 1995. En vez de este, se lanzó el sencillo de Put yourself in my place. Más tarde, Minogue pospuso su lanzamiento hasta julio de 1995 para terminar de grabar su película Bio-Domo.
Where is the feeling? fue remezclado varias veces para su lanzamiento en sencillo. La versión original no clasificó al sencillo, y pronto, fue reemplazado por el Brothers In Rhythm Dolphin Mix, el cual fue muy aclamado por sus fanes, y pronto se hizo un video con la versión. A pesar de eso, para la radio se lanzó el Brothers In Rhythm Bish Bosh Mix, una especie de Radio Edit de la versión original. También es la que se toca en presentaciones de televisión.
Pronto, la canción se convirtió en un éxito. Sin embargo, los críticos no cedieron, y no les pareció la idea de abandonar la versión original.
Deconstruction Records planeó acompañar el sencillo con un 2º CD, pero tras el fallo de la canción en su ingreso a las listas, se canceló la idea. La idea era que el segundo CD tuviera los lados B, y más remezclas. Supuestamente, en la carátula del sencillo se explica que cada imagen sobreimpuesta de Minogue representaba un CD del sencillo. Aun así, se lanzó un 2º y un 3º CD, pero radicalmente diferentes de lo esperado.

## Video musical
El video fue filmado por Keir McFarlane, el mismo director del video de Put yourself in my place, en 1995, y muestra a Minogue parada sobre el agua en medio del mar. Luego, se le ve lanzándose al agua, nadando y flotando sobre el agua, mientras canta y habla su canción.
De lo profundo, surge un amante desconocido del agua, para besarse. Después de un rato, Minogue lanza a su amante al agua y se retira nadando.

## Formatos y pistas del sencillo

### Ediciones del sencillo
- sencillo en CD internacional:
  - 1. Where is the feeling? (Brothers In Rhythm Dolphin Mix) - 4:11
  - 2. Where is the feeling? (Brothers In Rhythm Soundtrack) - 13:26
  - 3. Where is the feeling? (Da Klubb Feelin' Mix) - 10:48
  - 4. Where is the feeling? (Morales Mix Edit) - 6:12
  - 5. Where is the feeling? (Brothers In Rhythm Bish Bosh Mix) - 4:48

- sencillo en CD Nº2: (Sólo para DJ's de Reino Unido)
  - 1. Where is the feeling? (BIR Dolphin Mix) - 4:11
  - 2. Where is the feeling? (BIR Bish Bosh Mix) - 4:48

- Maxi single Nº2: (Sólo para Reino Unido)
  - 1. Where is the feeling? (BIR Soundtrack) - 13:26
  - 2. Where is the feeling? (Da Klubb Feelin' Mix) - 10:48

- sencillo en CD Nº3: (Sólo para Japón)
  - 1. Where is the feeling - 6:59 (versión original)
  - 2. Confide in me - 5:51

- Lista planteada para sencillo en CD Nº2 internacional:
  - 1. Where is the feeling? (BIR Dolphin Mix) - 4:11
  - 2. Living for your loving *
  - 3. Love is on the line *
  - 4. Love is waiting - 4:48
  - 5. Where is the feeling? (Pharmacy Dub) *
  - 6. Where is the feeling? (K-Klass Klub Mix)*
  - 7. Where is the feeling? (K-Klass Dub) *
  - *= Inédita.

### Remixes oficiales
- 1. Where is the feeling? (Acoustic Version) - 4:51
- 2. Where is the feeling? (West End TKO Mix) - 8:09
- 3. Where is the feeling? (Aphroheadz Powerlite Mix) - 6:24
- 4. Where is the feeling? (BIR Bish Bosh Mix Edit) - 4:06
- 5. Where is the feeling? (Japanese Radio Edit) - 4:57
- 6. Where is the feeling? (Morales Mix) - 9:55
- 7. Where is the feeling? (Thee Rad Vid Clash Mix) - 7:08

## Posiciones en listas musicales
| Lista                           | Posición |
| ------------------------------- | -------- |
| Lista de sencillos de Australia | 31       |
| Lista de sencillos de Israel    | 6        |
| UK Singles Chart                | 16       |

- Datos: Q1088206